# Purvis, Mississippi
Purvis là một thành phố thuộc quận Lamar, tiểu bang Mississippi, Hoa Kỳ. Năm 2010, dân số của thành phố này là 2 175 người.

## Dân số
- Dân số năm 2000: 2 164 người.
- Dân số năm 2010: 2 175 người.